# Альборан (море)
Альбора́н (исп. mar de Alborán, араб. بحر البوران‎) — самое западное море в составе Средиземного моря.

## Этимология
Названо по островку (5 км²) Альборан, находящемуся в этом море; его название, в свою очередь, происходит от исп. albor — «белизна», «рассвет», «начало» — вероятнее всего, в первом, цветовом значении. По мнению Е. М. Поспелова, если допустить, что первичным было название моря, то оно может быть объяснено из значения «начало», — это море представляет собой начало Средиземного моря.

## География
Расположено непосредственно перед Гибралтарским проливом и достигает в длину около 400 км, а в ширину — 200 км, характеризуется глубинами от 1000—1500 м, максимальной глубины — 2407 м — достигает в самой восточной своей части. Морфология дна неоднородная, имеется несколько подводных хребтов, а также внутренних впадин. Самый большой хребет, Альборан, простирается с северо-востока на юго-запад и выходит выше уровня моря в виде небольшого вулканического острова Альборан, расположенного в центре бассейна. Хребет разграничивает бассейн на три суббассейна: западный, южный и восточный Альборан.